# Samson Heine
Samson Heine, auch Samson Isaac Sigmund Heine genannt (* 19. August 1764 in Hannover; † 2. Dezember 1828 in Hamburg), war ein deutscher Tuchhändler. Er war der Vater des Dichters Heinrich Heine.

## Leben
Zu Bückeburg stieg ich ab in der Stadt,
Um dort zu betrachten die Stammburg,
Wo mein Großvater geboren ward;
Die Großmutter war aus Hamburg.
Heinrich Heine.
Ein Wintermärchen (1844)
Den Mangel an Informationen über die väterliche Linie seines Stammbaums erklärte Heinrich Heine damit, dass sein Vater Samson Heine „als ganz fremder Mann nach Düsseldorf gekommen [sei] und hier keine Anverwandten, keine jener alten Muhmen und Basen [hatte], welche die weiblichen Barden sind, die der jungen Brut tagtäglich die alten Familienlegenden mit epischer Monotonie vorsingen.“ Auf die Frage, wer sein Großvater gewesen sei, habe er von seinem Vater Samson lediglich die ausweichende Antwort erhalten: „Dein Großvater war ein kleiner Jude und hatte einen großen Bart“.
Dieser „Großvater mit großem Bart“ war Heymann Heine, ein aus Bückeburg stammender Hoffaktor in Hannover. In zweiter Ehe war Heymann Heine mit der aus Altona stammenden Marthe Eva Popert verheiratet. Sie bekamen sechs Kinder. Ihr zweites Kind war Samson Heine, der am 19. August 1764 in Hannover geboren wurde.
- Isaak Heine (um 1763–1828), Kaufmann und Bankier in Bordeaux
- Samson Heine (1764–1828)
- Salomon Heine (1767–1844), Bankier in Hamburg, Ehe mit Betty Heine, geb. Goldschmidt (1777–1837)
- Samuel Heine (…?–1809)
- Meyer Heine (…?–1813)
- Henry (Herz) Heine (1774–1855), Makler in Hamburg[2]

In Altona und in Hamburg erlangte Samson die erste kaufmännische Ausbildung. Zu Anfang der Französischen Revolution diente er als Proviantmeister der Armee des Prinzen Ernst von Cumberland in den Feldzügen in Flandern und Brabant. Im Juli 1796 zog er mit einem Empfehlungsschreiben aus Hamburg in die von Franzosen besetzte Stadt Düsseldorf ein. Im August 1796 verlobte er sich dort mit Betty van Geldern und ging zunächst nach Hamburg zurück. Das Paar erwirkte im November 1796 für Samson Heine das Niederlassungsrecht für Düsseldorf und sie heirateten dort Anfang Februar 1797. Sie bekamen vier Kinder:
- Heinrich (Harry) Heine (1797 oder 1799–1856), Ehe mit Mathilde Heine, geb. Crescencia Eugenie Mirat (1815–1883)
- Charlotte Embden, geb. Heine (1800 oder 1802/03–1899), Ehe mit dem Kaufmann Moritz Embden (1790–1860 oder 1866)
- Gustav Freiherr von Heine-Geldern (1803 oder 1805–1886), Zeitungsverleger und Buchdruckereibesitzer in Wien, 1867 in den Ritter- und 1870 in den Freiherrnstand erhoben, Ehe mit Emma Heine, geb. Kaan d'Albest (1822–1859)
- Maximilian von Heine (1806 oder 1807–1879), Militärarzt und Hofrat in St. Petersburg[3]

In der Bolkerstraße Nr. 602 etablierte Samson Heine ein Tuchwarengeschäft. Sein Haupthandelsartikel war Velveteen, den er direkt aus Liverpool bezog. 1809 kaufte er das gegenüberliegende Haus Bolkerstraße Nr. 42, wohin er auch sein Geschäft verlegte. Als während der Napoleonischen Kriege infolge der Kontinentalsperre die Einfuhr englischer Stoffe stockte, ging das Geschäft stark zurück. 1820 musste er Bankrott anmelden und er verzog nach Oldesloe im südöstlichen Holstein. Im Frühling 1822 zog die Familie weiter nach Lüneburg. Hier lebte Samson Heine bis zum Sommer 1828, zog dann nach Hamburg, wo er am 2. Dezember 1828 starb.
In seinen Memoiren schreibt Heinrich Heine:
„Eine grenzenlose Lebenslust war ein Hauptzug im Charakter meines Vaters, er war genusssüchtig, frohsinnig, rosenlaunig. In seinem Gemüte war beständig Kirmes, und wenn auch manchmal die Tanzmusik nicht sehr rauschend, so wurden doch immer die Violinen gestimmt. … Er war wirklich ein großes Kind mit einer kindlichen Naivetät, die bei platten Verstandesvirtuosen sehr leicht für Einfalt gelten konnte, aber manchmal durch irgend einen tiefsinnigen Ausspruch das bedeutendste Anschauungsvermögen verriet. Er witterte mit seinen geistigen Fühlhörnern, was die Klugen erst langsam durch die Reflexion begriffen. Er dachte weniger mit dem Kopf als mit dem Herzen und hatte das liebenswürdigste Herz, das man sich denken kann … [Mein Vater] war von allen Menschen derjenige, den ich am meisten auf Erden geliebt.“